# Kościół Świętych Apostołów Piotra i Pawła w Boleminie
Kościół pw. Świętych Apostołów Piotra i Pawła – katolicki kościół filialny (parafia Podwyższenia Krzyża Świętego w Deszcznie) znajdujący się w Boleminie (powiat gorzowski) przy drodze lokalnej od szosy nr 22 do Płonicy (bezpośrednio przy granicy tych dwóch wsi). Obiekt stanowi pamiątkę osadnictwa na błotach nadwarciańskich.

## Historia
Wieś powstała w 1754, a więc jeszcze przed akcją kolonizacji fryderycjańskiej, jednak kościół zbudowano dopiero w 1799 (lub w latach 1790-1798), kiedy to znacząco zwiększyła się tu liczba osadników, w tym polskich (wieś nazywała się wówczas Blockwinkel). Projektantem obiektu wybudowanego w technice muru pruskiego był F.W. Krause (lub E.U.Krause).  
Kościół w zasadniczo niezmienionej formie przetrwał do lat 80. XX wieku, kiedy to generalnie go przebudowano. Wejście przeniesiono na ścianę północno-zachodnią, pod jedyną zachowaną emporę (dawniej empory obiegały wnętrze z trzech stron). Od zewnątrz dobudowano przed nowym wejściem kruchtę murowaną, a stare kruchty rozebrano. Mur pruski prawie w całości zastąpiono zwykłym, pozostawiając zaledwie kilka słupów konstrukcyjnych. W całości wymieniono też stolarkę, zarówno okienną, jak i drzwiową. Świątynia zatraciła w wyniku tej przebudowy większość cech stylowych.

## Architektura
Bezwieżowa, salowa świątynia na planie wydłużonego prostokąta, z chórem pierwotnie umieszczonym na stronie północno-wschodniej - na dłuższym boku obiektu. Na przeciwległym długim boku istniały dwie kruchty - osobna dla mieszkańców Bolemina i osobna dla mieszkańców Płonicy. Empora pozostała tylko jedna z trzech wzniesionych pierwotnie. Konstrukcja oryginalnie szkieletowa, została przemurowana na w całości ceglaną. Dach dwuspadowy z naczółkami (w latach 90. XX wieku pokryty blachodachówką).

## Wyposażenie
Nie zachowały się żadne elementy pierwotnego wyposażenia wnętrza. Wewnątrz znajdują się organy z 1856, a ołtarz pochodzi z XIX wieku. Jest on ozdobiony współczesnymi figurami przedstawiającymi  świętych Piotra i Pawła, a także Jezusa w cierniowej koronie.

## Galeria

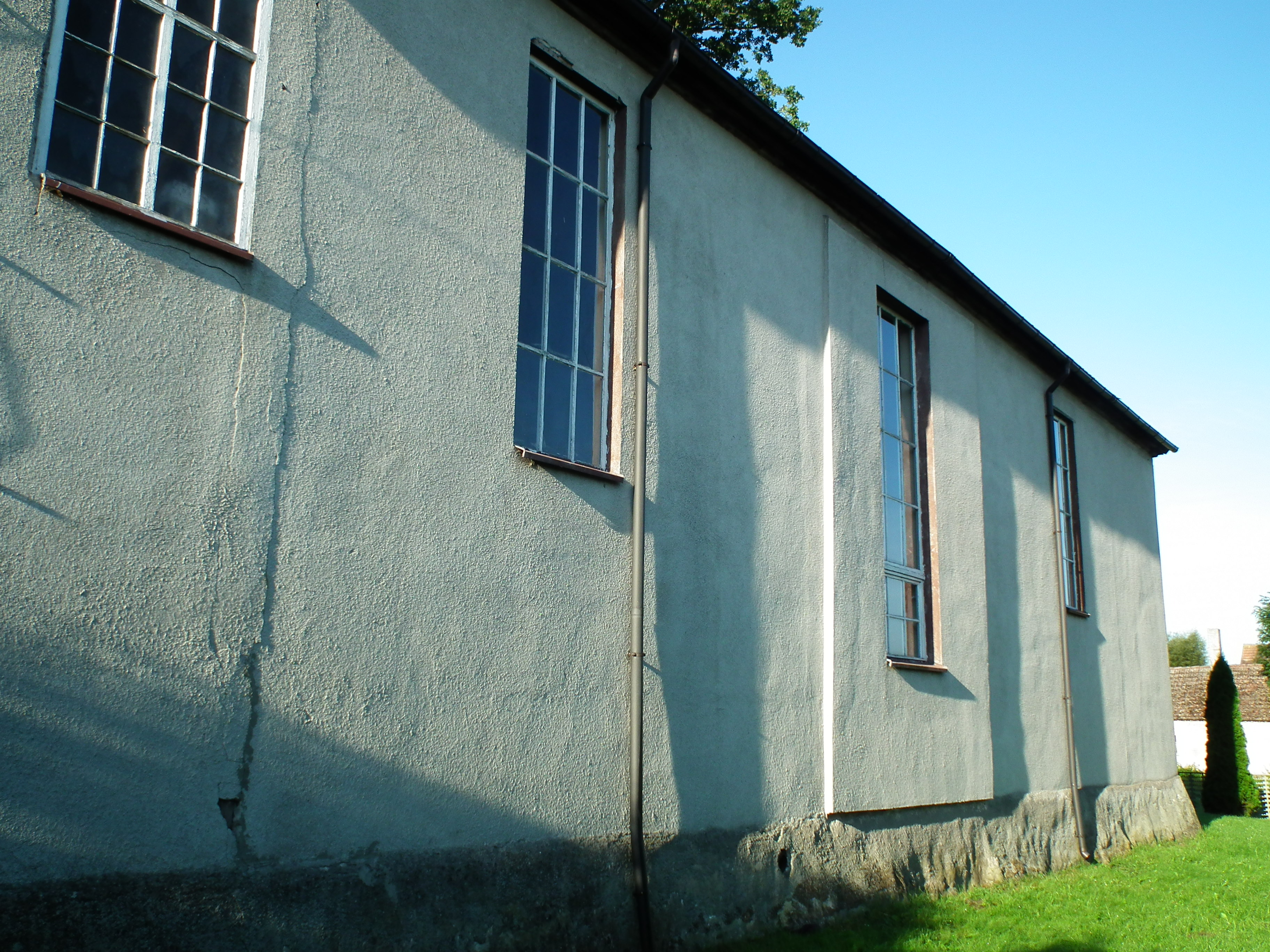
Widoczny pozostały słup pierwotnej konstrukcji i pozostałość po dawnej kruchcie
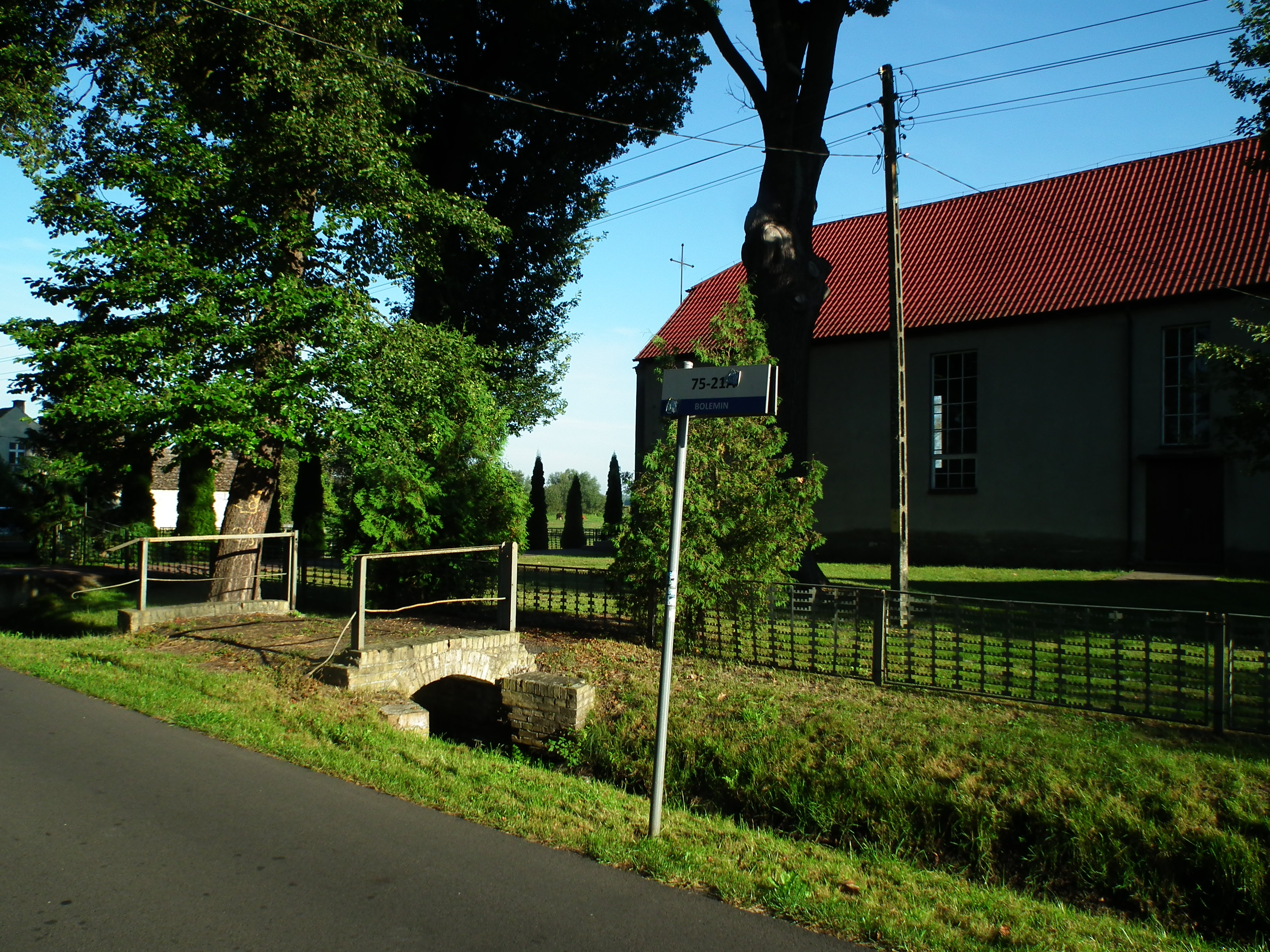
Charakterystyczne dla błot nadwarciańskich dojście do budynku przez mostek na kanale